# Dov Sadan
Dov Sadan (hebrejsky: דב סדן, rodným jménem Dov Stock respektive Dov Štok, דב שְׁטוֹק, žil 21. února 1902 – 14. října 1989) byl izraelský politik a poslanec Knesetu za strany Ma'arach a Izraelská strana práce .

## Biografie
Narodil se ve městě Brody v tehdejším Rakousku-Uhersku (pak Polsko, dnes Ukrajina). V roce 1925 přesídlil do dnešního Izraele. Získal tradiční židovské vzdělání, pak se vzdělával sám. Roku 1963 získal titul profesora. V letech 1952–1970 vedl na Hebrejské univerzitě katedru jidiš, v letech 1965–1970 přednášel literaturu na Telavivské univerzitě. Byl též členem Izraelské akademie věd a klasického vzdělávání. Roku 1968 mu byla udělena Izraelská cena.

## Politická dráha
Patřil mezi předáky hnutí he-Chaluc v Polsku během první světové války. V roce 1925 vydával ve Varšavě stranický list Atid. V letech 1927–1944 byl v redakční radě listu Davar. Od roku 1944 byl členem vedení vydavatelství Am oved.
V izraelském parlamentu zasedl po volbách v roce 1965, do nichž šel na kandidátce formace Ma'arach. V průběhu volebního období přešel s celou stranou do poslaneckého klubu Strany práce. Byl členem výboru pro vzdělávání a kulturu. Na mandát poslance rezignoval během funkčního období, v prosinci 1968. V Knesetu ho nahradil David Golomb.
Zemřel v roce 1989 ve věku 87 let a je pochován na jeruzalémském hřbitově Har ha-Menuchot.